# Princess Joan
Die Princess Joan war ein 1930 in Dienst gestelltes Passagierschiff der Canadian Pacific Railway. Sie stand bis 1959 im Linienverkehr zwischen Victoria und Vancouver, ehe sie 1960 an die griechische Reederei Epirotiki Lines verkauft wurde, die das Schiff als Hermes sowohl im Linienbetrieb als auch für Kreuzfahrten nutzte. Nach einem kurzen Einsatz als Hotelschiff 1973 erfolgte 1974 der Abbruch der Hermes in Inverkeithing.

## Geschichte
Die Princess Joan entstand unter der Baunummer 639 in der Werft von Fairfield Shipbuilders in Govan und lief am 4. März 1930 vom Stapel. Nach der Übergabe an die Canadian Pacific Railway im April 1930 und der Überführungsfahrt nach Kanada nahm sie im Mai 1930 den Liniendienst von Victoria nach Vancouver auf. Ihr Schwesterschiff war die im März 1930 in Dienst gestellte und später ebenfalls für Epirotiki im Einsatz stehende Princess Elizabeth.

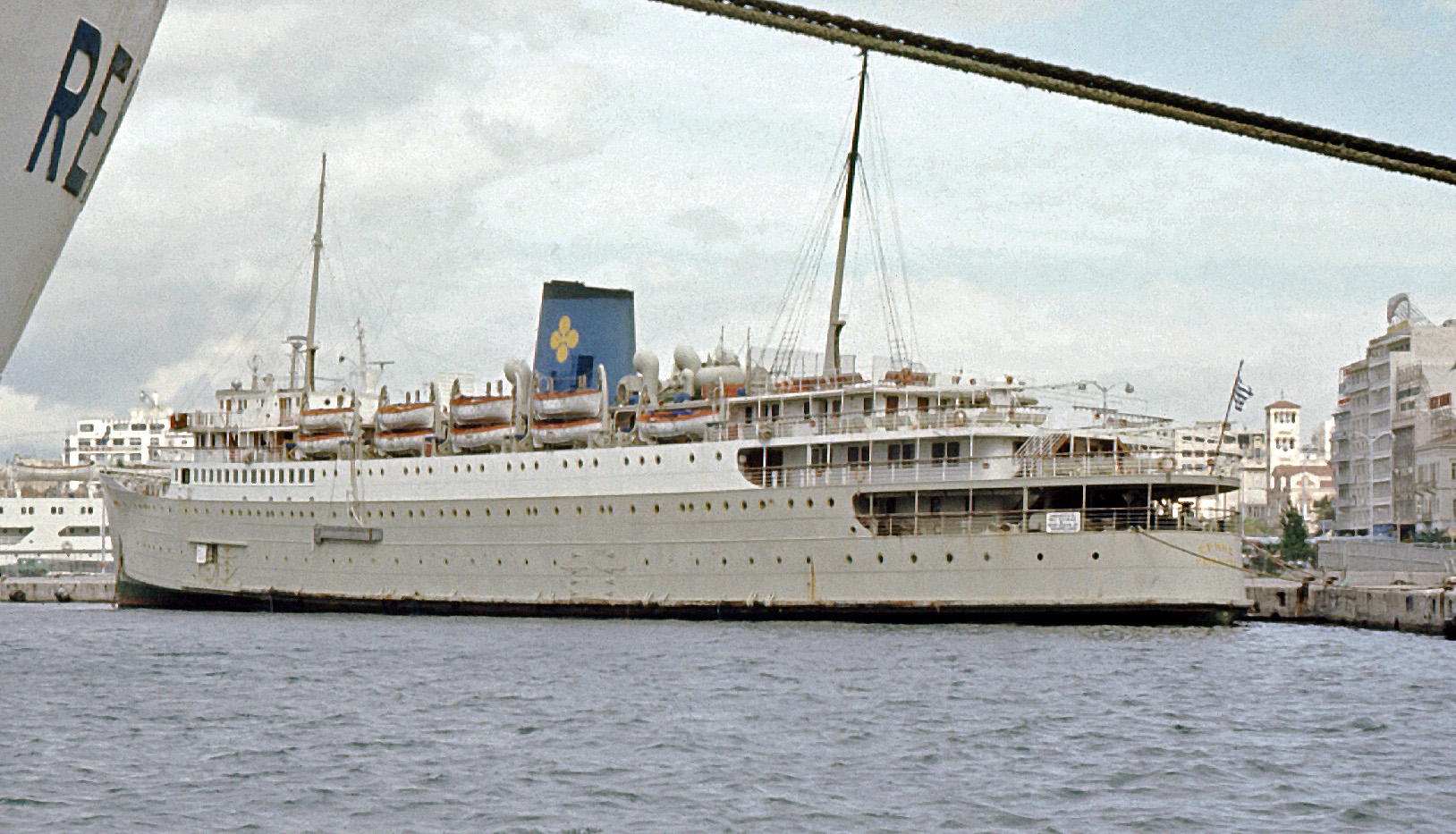
Als Hermes 1972 in Piräus

Nach knapp 29 Jahren Dienstzeit wurde die Princess Joan am 27. März 1959 aufgelegt, zeitgleich endete damit auch der Linienbetrieb von Victoria nach Vancouver durch die Canadian Pacific Railway. Nach über einem Jahr Liegezeit ging sie im Dezember 1960 in den Besitz der griechischen Epirotiki Lines über und erhielt den Namen Hermes. 1961 nahm das Schiff nach einem Umbau (es hatte fortan nur noch einen anstatt drei Schornsteinen) den Liniendienst von Venedig über Patras nach Piräus und Haifa auf. 1970 wurde die Hermes von der nigerianischen Regierung gechartert und als Hotelschiff in Lagos genutzt. Anschließend setzte sie die Epirotiki Lines als Kreuzfahrtschiff ein.
1973 beendete die Hermes ihre aktive Dienstzeit nach 43 Jahren. Sie lag noch ein Jahr lang als Hotelschiff im Cromarty Firth, ging 1974 an die Loima Shipping Company und traf am 29. August 1974 zum Abbruch im schottischen Inverkeithing ein.